# Viktor Rud
Viktor Rud es un barítono ucraniano.
Se formó en la Royal Academy of Music y en el National Opera Studio de Londres, después de graduarse en la Academia Nacional de Música Chaikovski de Ucrania, en Kiev, su ciudad natal.
Desde 2007, Viktor Rud ha formado parte del International Opera Studio de la Ópera Estatal de Berlín, fundada por Daniel Barenboim ese mismo año, y financiada por la Fundación Liz Mohn Kultur. Rud debutó en Berlín interpretando el papel del Señor Astley en El jugador de Prokófiev, bajo la dirección de Daniel Barenboim, y ha participado en numerosas producciones de la Staatsoper. También ha interpretado los papeles del Señor Astley en El jugador en el Teatro alla Scala de Milán, y a Schaunard en La Boheme en la Ópera de Leizig. En junio de 2009 ha interpretado el papel principal de Mamma Ágata en Viva la Mamma de Donizetti en la producción de la Staatsoper de Berlín.
Viktor Rud fue miembro del Proyecto de Jóvenes Cantantes Montblanc en el Festival de Salzburgo de 2008.
Ha recibido numerosos premios como el premio de la Fundación Marilyn Horne, el premio William Matheus Sullivan, el premio Opera Rara Bel Canto, el premio Baird y el premio John Wates entre otros.